# Комаровский, Леопольд Викентьевич
Леопольд Викентьевич Комаровский (20 ноября 1930, Красноярск, Восточно-Сибирский край — 29 октября 2011, Томск) — советский и российский учёный в области механики. Заслуженный деятель науки РФ (2001).

## Биография
Родился в семье служащего (по другим данным в крестьянской семье).
В 1955 году окончил механико-математический факультет Томского университета (ТГУ) и по распределению поступил на работу в Томский политехнический институт на кафедру высшей математики в должности ассистента. В 1956 году поступил в аспирантуру ТГУ к доценту Е. Д. Томилову. После окончания аспирантуры принят на кафедру теоретической механики механико-математического факультета ТГУ (1959), ассистент. С 1961 года работал в спецотделе Сибирского физико-технического института под руководством М. С. Горохова.
Работал в НИИ ПММ ТГУ со дня его основания (1968), почти 30 лет руководил одной из самых больших лабораторий института — газовой динамики, 20 лет (с 1978 года) возглавлял самый крупный теоретический отдел института — механики жидкости и газа.
Преподавал в ТГУ, с 1963 года — доцент, с 1987 года — профессор кафедры математической физики, затем — кафедры теоретической механики. Заслуженный профессор Томского государственного университета.

## Научные интересы
Разработка газодинамических основ внутренней баллистики средств метания с учётом реальных эффектов рабочих газов, материалов изделий и каналов. Разрабатывал устройства для прямого вывода в космическое пространство легких тел.
Создал научную школу в области баллистики. Под его научным руководством защищено 22 кандидатские диссертации, восемь его учеников стали докторами наук.